# 大隗镇
大隗镇，是中华人民共和国河南省郑州市新密市下辖的一个乡镇级行政单位。

## 行政区划
大隗镇下辖以下地区：
大隗村、振北村、龙王庙村、五里堡村、观寨村、纸坊村、大庙村、窑沟村、铁匠沟村、大坡砦村、进化村、刘湾村、河屯村、桃园村、香坊庄村、和合村、孙沟村、黄湾寨村、双楼村、候庄村、陈庄村、南张庄村、南王沟村、老其沟村和大路沟村。